# Zagrebački električni tramvaj

Logo des Unternehmens

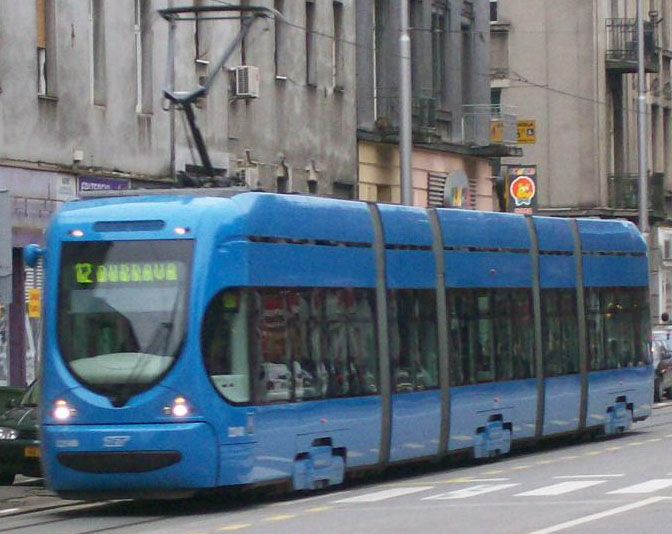
Eine ZET-Straßenbahn

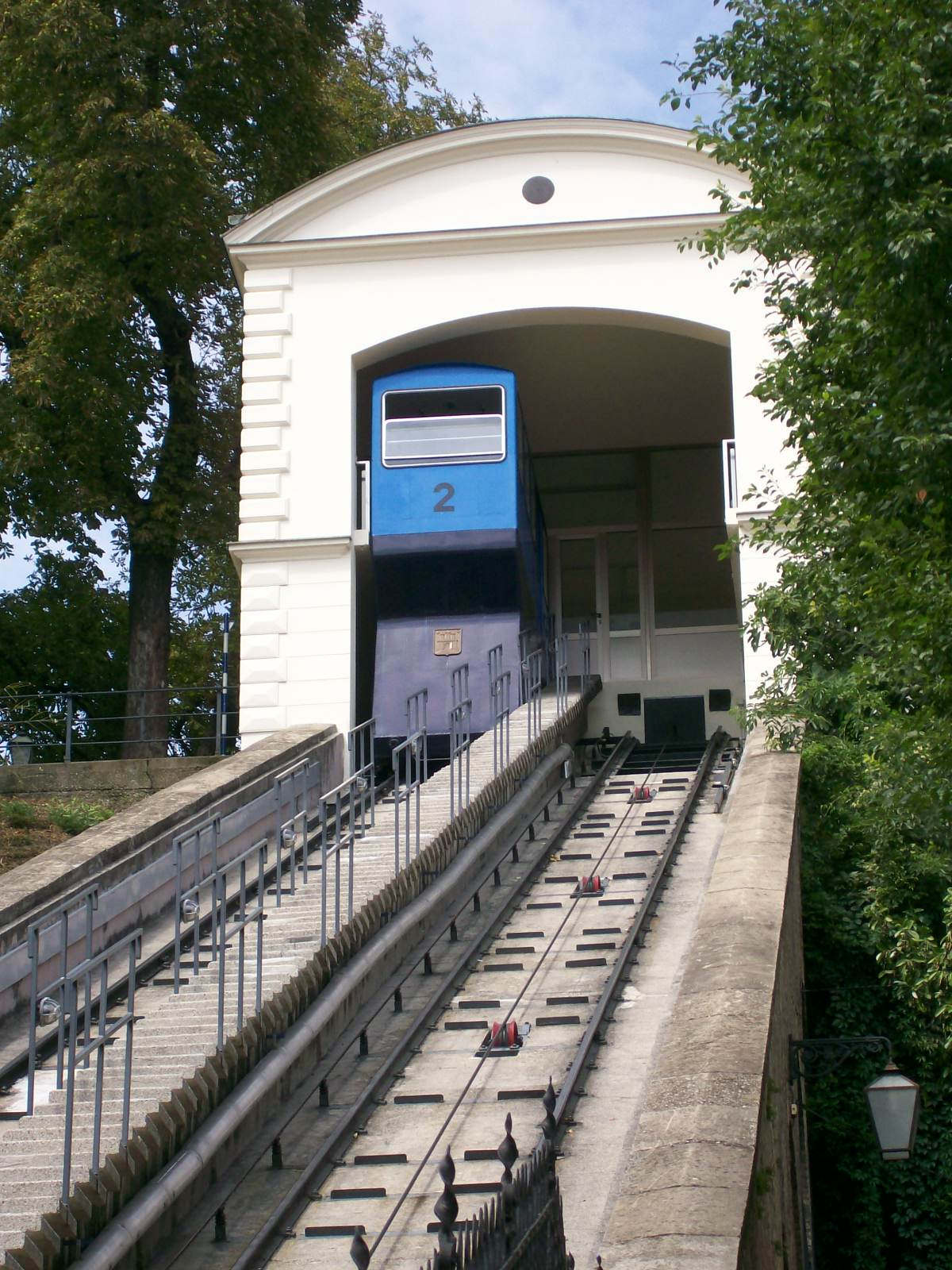
Die Standseilbahn

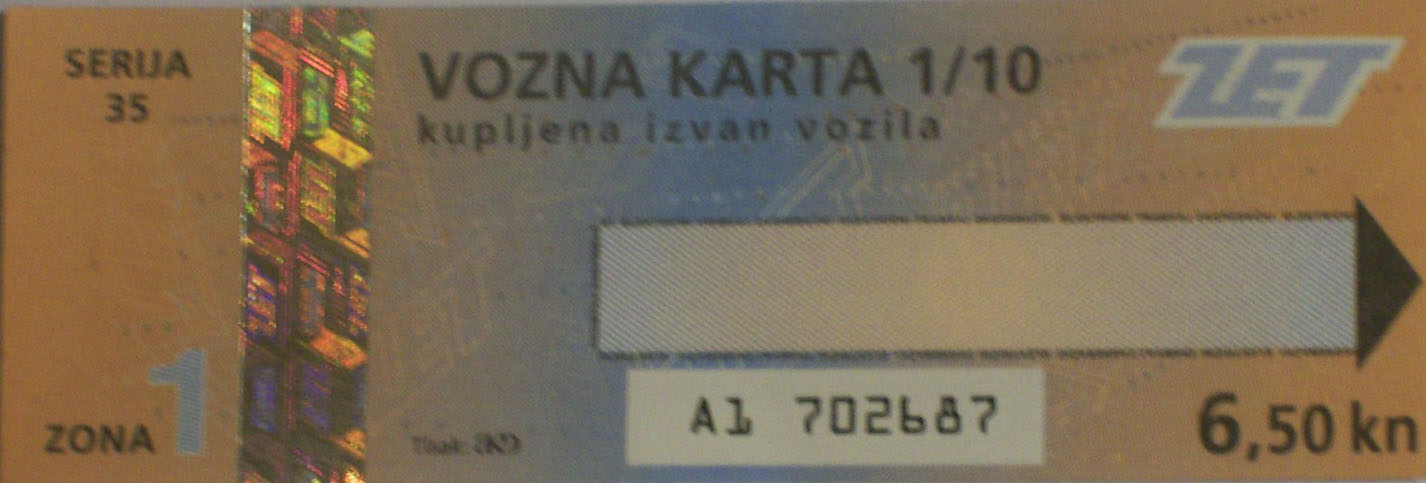
Ein ZET-Fahrschein von 2007

Zagrebački električni tramvaj, abgekürzt [ˈzet] (sprich stimmhaft sett), deutsch: Zagreber elektrische Straßenbahn ist das kommunale Verkehrsunternehmen der kroatischen Hauptstadt Zagreb.
Das Unternehmen betreibt die aus 15 Linien bestehende Straßenbahn Zagreb, die 1893 eröffnete Standseilbahn Zagreb sowie den im 20. Jahrhundert aufgenommenen städtischen Autobusverkehr. Außerdem betrieb die Gesellschaft die mittlerweile stillgelegte Luftseilbahn auf den 1035 Meter hohen Zagreber Hausberg Sljeme, den höchsten Berg der Medvednica.

## Autobus
In Zagreb verkehren Busse kaum in der Innenstadt. Das Busnetz hat beinahe ausschließlich Zubringerfunktion zur Straßenbahn. Derzeit (Stand Juli 2011) verkehren in Zagreb folgende Buslinien:
- 101 Britanski trg – Gornje Prekrižje
- 102 Britanski trg – Mihaljevec
- 103 Britanski trg – Kraljevec
- 104 Jandrićeva – Dom umirovljenika
- 105 Kaptol – Britanski trg
- 106 Kaptol – Mirogoj – Krematorij
- 107 Jankomir – Žitnjak
- 108 Glavni kolodvor – Savski most
- 109 Črnomerec – Dugave
- 110 Savski most – Botinec
- 111 Zagreb (Savski most) – Stupnik – Stupnički Obrež
- 112 Savski most – Lučko
- 113 Ljubljanica – Jarun
- 114 Ljubljanica – Prečko
- 115 Ljubljanica – Špansko - Psihijatarska bolnica Jankomir
- 116 Ljubljanica – Podsused-most
- 118 Trg Mažuranića – Voltino
- 119 Črnomerec – Podsused-most
- 120 Črnomerec – Gajnice
- 121 Črnomerec – Karažni – Gajnice
- 122 Črnomerec – Podsusedski trg
- 123 Črnomerec – Podsusedski trg - Podsusedsko Dolje
- 124 Črnomerec – Gornji Stenjevec
- 125 Črnomerec – Gornje Vrapče
- 126 Črnomerec – Gornja Kustošija – Krvarić
- 127 Črnomerec – Mikulići
- 128 Črnomerec – Lukšići
- 129A Kuniščak – Šestinski dol
- 129B Vrhovec – Mandaličina
- 130 Črnomerec – Borčec
- 131 Črnomerec – Bizek
- 132 Savski most – Goli Breg
- 133 Savski most – Sveta Klara – Čehi
- 134 Črnomerec – Prečko
- 135 Črnomerec – Graberje
- 136 Črnomerec – Malešnica – Špansko
- 137 Črnomerec – Perjavica – Borčec
- 138 Britanski trg – Zelengaj – Britanski trg
- 139 Reljkovićeva – Jelenovac – Reljkovićeva
- 142 Vrapčanska aleja – Jakovčina – Vrapčanska aleja
- 143 Vrapčanska aleja – Orešje
- 146 Reljkovićeva – Malešnica – Psihijatarska bolnica Jankomir
- 159 Savski most – Strmec Odranski
- 160 Savski most – Lipnica – Havidić Selo
- 161 Savski most – Kupinečki Kraljevec – Štrpet
- 162 ZAGREB (Savski most) – Ašpergeri – Kupinec
- 163 Savski most – DONJI Trpuci – GORNJI Trpuci
- 164 Savski most – Horvati
- 165 Zagreb (Savski most) – Klinča sela
- 166 Zagreb Glavni kolodvor – Donji Dragonožec
- 168 Savski most – Ježdovec – Prečko
- 169 Zagreb (Savski most) – Kupinec
- 172 Zagreb (Črnomerec) – Zaprešić
- 174 Zaprešić – Žejinci
- 175 Zaprešić – Pojatno – Gornja Bistra
- 176 Zagreb (Črnomerec) – GORNJA Bistra
- 177 Zagreb (ČrnOMEREC) – Poljanica – GORNJA Bistra
- 180 Trg Mladosti – ŠIBICE – GROBLJE ZAPREŠIĆ – Kalamiri
- 201 Kaptol – Kvaternikov trg
- 202 Kvaternikov trg – Kozjak
- 203 Svetice – Vinec – Krematorij
- 204 Kvaternikov trg – Horvatovac – Voćarska – Kvaternikov trg
- 205 Dubrava – Markuševec – Bidrovec
- 206 Dubrava – Miroševec
- 207 Kvaternikov trg – Rim – Kvaternikov trg
- 208 Dubrava – Vidovec
- 209 Dubrava – Čučerje
- 210 Dubrava – Studentski grad – Klin
- 212 Dubec – Sesvete
- 213 Dubrava – Jalševec
- 214 Koledinečka – Resnik – Trnava
- 215 Kvaternikov trg – Trnava
- 216 Kvaternikov trg – Resnik – Ivanja Reka
- 217 Kvaternikov trg – struge – petruševečko naselje
- 218 Glavni kolodvor – Savica – Borovje
- 219 Glavni kolodvor – Sloboština
- 220 Glavni kolodvor – Dugave
- 221 Glavni kolodvor – Travno
- 222 Remetinec – Žitnjak
- 223 Dubrava – Trnovčica – Dubec
- 224 Dubec – Novoselec
- 225 Sesvete – Kozari Bok
- 226 Kaptol – Remete – Svetice
- 227 Svetice – Gornji Bukovac – Čret
- 228 Svetice – Rebro – Svetice
- 229 Glavni kolodvor – Odra – Mala Mlaka
- 230 Dubrava – Granešinski Novaki
- 231 Borongaj – Novi Retkovec
- 232 Dubrava – Jazbina
- 233 Mihaljevec – MARKUŠEVEC
- 234 Glavni kolodvor – Kajzerica – Lanište
- 236 Kampus – Čavićeva
- 237 Kvaternikov trg – Kozari putevi
- 238 Kaptol – Kozjak
- 261 Dubec – Sesvete – Goranec
- 262 Dubec – Sesvete – Planina Donja
- 263 Dubec – Sesvete – Kašina – Planina Gornja
- 268 Zagreb (Glavni kolodvor) – Velika Gorica
- 269 Borongaj – Sesvetski Kraljevec
- 270 Dubec – Sesvete – Blaguša
- 271 Dubec – Sesvete – Jesenovec – Glavnica Donja
- 272 Dubec – Sesvete – Moravče
- 273 Dubec – Sesvete – Lužan
- 274 Dubec – Sesvete – Laktec
- 275 Sesvete – Sesvetska Sopnica
- 276 Zagreb (Kvaternikov trg) – Ivanja Reka – Dumovec
- 277 Sesvete – Sesvetska Selnica – Jelkovec – Ivanja Reka
- 278 Sesvete – Sesvetska Sela – Kraljevečki Novaki
- 279 Sesvete – Novi Jelkovec
- 280 Dubec – Sesvete – Šimunčevec
- 281 Novi Jelkovec – Žitnjak
- 295 Glavni kolodvor – Sajam Jakuševec
- 302 Velika Gorica – Velika Buna
- 303 Velika Gorica – Kozjača
- 304 Velika Gorica – Kušanec
- 305 Velika Gorica – Turopolje
- 307 Zapruđe – Strmec Bukevski
- 308 Zapruđe – Sasi
- 309 Velika Gorica – Sasi
- 310 Glavni kolodvor – Petrovina
- 311 Glavni kolodvor – Cerovski Vrh
- 313 Glavni kolodvor – Vukomerić
- 315 Savski most – Lukavec
- 319 Velika Gorica – Lukavec
- 321 Velika Gorica – Strmec Bukevski
- 322 Velika Gorica – Cerovski Vrh
- 323 Velika Gorica – Ribnica – Lazina
- 324 Velika Gorica – Čička Poljana
- 325 Velika Gorica – Vukojevac
- 330 Glavni kolodvor – Velika Gorica (brza linija)
- 335 Velika Gorica – Pleso – Donja Lomnica